# 열두밤
《열두밤》은 2018년 10월 12일부터 2018년 12월 28일까지 방송했던 채널A 금요 드라마로 2018년 10월 5일 오후 11시에는 《비포 더 나잇》이 방송됐다.

## 프로그램 소개
2010년, 2015년, 2018년 8년 간 세 번의 여행 동안 열두 번의 밤을 함께 보내는 두 남녀의 여행 로맨스를 그린 드라마

## 등장 인물

### 주요 인물
- 한승연 : 한유경 역 (아역 : 박서연)- 사진 작가 지망생
- 신현수 : 차현오 역 (아역 : 홍진기) - 무용가 지망생

### 북촌 사람들
- 장현성 : 백만 역 - 서울 시내 게스트 하우스 '해후'의 주인장
- 유준홍 : 반구월 역
- 김도완 : 윤찬 역 (아역 : 황재원) - 백만의 아들
- 예수정 : 이리 역

### 유경 주변 인물
- 이예은 : 강채원 역 (아역 : 이영은) - 유경의 단짝친구
- 김범진 : 권기태 역 - 한유경의 남자친구
- 이주영 : 소피아 역

### 현오 주변 인물
- 한지은 : 박선주 역 - 현오의 과거 연인
- 이선태 : 이규진 - 현오의 무용단 동료
- 브렛 린드퀴스트 (Bret Lindquist): 토마스 역 - 현오의 무용단 동료

### 그 외 인물
- 차수연 : 윤홍주 역 - 백만의 첫사랑이자 찬의 엄마
- 성창훈 : 김재욱 역 - 홍주의 남편
- 이건우 : 강은표 역
- 김이경 : 주아름 역
- 황소희 : 박세정 역 - 소설 작가
- 펠리페 아르카 (Felipe Arca): 피에르 역
- 김영준 : 강석 역
- 한다솔 : 천다영 역
- 이지하 : 유경의 엄마 역
- 박팔영 : 차현오의 할아버지 역
- 송경화 : 차현오의 가족 역
- 나다 : 유경의 맨해튼 예술대학 사진학과 동창 역
- 김지연
- 오진하
- 이율
- 공윤찬
- 강혜경 : 인천공항 입국 관리국 여직원 역
- 정영도 : 인천공항 입국 관리국 남직원 역
- 권오수 :
- 손영순 : 유경의 외할머니 역
- 박영수 : 백만의 친구 역
- 우기훈 : 공민수 - 주아름의 남자 친구 역
- 박현종 : 윤유빈 - 공원에서 기타 치는 사람 역
- 서은우 : 문혜란 역
- 강철성 : 택시 운전사 역
- 정재진 : 악기 상점 주인 역
- 조승연 : 출판사 직원 역
- 공민규 : 환자 역
- 홍은주 : 이리의 의사 역
- 김모범 : 만화가게 사원 역
- 성현미 : 차 안의 아주머니 역
- 이상민 : 극장 직원 역
- 추연규 : 인천공항 입국 관리국 남직원 역
- 민우기 : 택시 운전사 역
- 임정옥 : 찻집 점원 역
- 기준규 : 얻어맞은 남자 역
- 고한민 : 경찰 역
- 장문규 : 출판사 편집장 역
- 김미란 : 자동차 정비사 역
- 유필란 : 맞선을 본 여자 역
- 이윤상 : 문 대표 - 문혜란의 아버지 역
- 박정민 : 스트리트 아티스트 역
- 이원진 : 가이드 역

## 촬영지
- 가회한옥체험관
- 북촌한옥마을
- 낙산공원
- 아야공방
- 동작대교
- 서울 중앙고등학교
- 아르코 예술극장
- 진선북카페
- 남산서울타워
- 남산공원

## 시청률
| 회차        | 방송 일자        | 전국 시청률 |
| ----------- | ---------------- | ----------- |
| 1회         | 2018년 10월 12일 | 0.592%      |
| 2회         | 2018년 10월 19일 | 0.608%      |
| 3회         | 2018년 10월 26일 | 0.259%      |
| 4회         | 2018년 11월 2일  | 0.212%      |
| 5회         | 2018년 11월 9일  | 0.289%      |
| 6회         | 2018년 11월 16일 | 0.216%      |
| 7회         | 2018년 11월 23일 | 0.439%      |
| 8회         | 2018년 11월 30일 | 0.441%      |
| 9회         | 2018년 12월 7일  | 0.261%      |
| 10회        | 2018년 12월 14일 | 0.395%      |
| 11회        | 2018년 12월 21일 | 0.246%      |
| 12회        | 2018년 12월 28일 | 0.278%      |
| 평균 시청률 | 평균 시청률      | 0.353%      |